# Heliocopris minos
Heliocopris minos är en skalbaggsart som beskrevs av Gillet 1907. Heliocopris minos ingår i släktet Heliocopris och familjen bladhorningar. Inga underarter finns listade i Catalogue of Life.